# Schizonycha vicaria
Schizonycha vicaria är en skalbaggsart som beskrevs av Hermann Julius Kolbe 1895. Schizonycha vicaria ingår i släktet Schizonycha och familjen Melolonthidae. Inga underarter finns listade i Catalogue of Life.